# هيو لونغ
هيو لونغ (بالإنجليزية: Hugh Long)‏ (2 يناير 1923 - 1 يناير 1988) هو مدرب كرة قدم ولاعب كرة قدم بريطاني (وحمل سابقاً جنسية المملكة المتحدة لبريطانيا العظمى وأيرلندا) في مركز جناح ‏. لعب مع نادي سلتيك ونادي ووستر سيتي.

## وصلات خارجية
- هيو لونغ على موقع قاعدة بيانات كرة القدم.إي يو (الإنجليزية)